# Acetergamina
Acetergamina es un compuesto químico orgánico; concretamente se trata de un derivado de la ergolina, por lo que es un miembro de la familia de compuestos ergotamina. Acetergamina tiene actualmente no tiene un uso corriente principal, sin embargo, su potencial como Alfa 1 bloqueador y vasodilatador ha dado lugar a su inclusión en varias patentes relativas a los tratamientos para la disfunción eréctil. También se ha investigado como un tratamiento para la Ataxia cerebelar.